# ريان جنسن
ريان جنسن (بالإنجليزية: Ryan Jensen)‏ (و. 1991  م) هو لاعب كرة قدم أمريكية، من الولايات المتحدة، ولد في رانغلي، يلعب كمركز ‏.

## روابط خارجية
- ريان جنسن على موقع مرجع كرة القدم المحترفة.كوم (الإنجليزية)